# سيبوسيسو خومالو
سيبوسيسو خومالو (بالإنجليزية: Sibusiso Khumalo) (7 سبتمبر 1989 بديربان في جنوب أفريقيا - ) هو لاعب كرة قدم جنوب أفريقي في مركز الدفاع. شارك مع منتخب جنوب أفريقيا تحت 20 سنة لكرة القدم ومنتخب جنوب أفريقيا لكرة القدم. أما مع النوادي، فقد لعب مع سوبر سبورت يونايتد وماميلودي صن داونز وموروكا سوالوز.

## وصلات خارجية
- سيبوسيسو خومالو على موقع قاعدة بيانات كرة القدم.إي يو (الإنجليزية)
- سيبوسيسو خومالو على موقع ناشيونال فوتبول تيمز (الإنجليزية)
- سيبوسيسو خومالو على موقع Soccerway.com (الإنجليزية)
- سيبوسيسو خومالو على موقع عالم كرة القدم.نت (الإنجليزية)